# Gilley (Doubs)
Gilley és un municipi francès situat al departament del Doubs i a la regió de Borgonya - Franc Comtat. L'any 2007 tenia 1.395 habitants.

## Demografia

### Població
El 2007 la població de fet de Gilley era de 1.395 persones. Hi havia 540 famílies de les quals 140 eren unipersonals (68 homes vivint sols i 72 dones vivint soles), 148 parelles sense fills, 216 parelles amb fills i 36 famílies monoparentals amb fills.
La població ha evolucionat segons el següent gràfic:
Habitants censats

### Habitatges
El 2007 hi havia 617 habitatges, 555 eren l'habitatge principal de la família, 26 eren segones residències i 36 estaven desocupats. 455 eren cases i 160 eren apartaments. Dels 555 habitatges principals, 396 estaven ocupats pels seus propietaris, 140 estaven llogats i ocupats pels llogaters i 19 estaven cedits a títol gratuït; 6 tenien una cambra, 29 en tenien dues, 67 en tenien tres, 113 en tenien quatre i 340 en tenien cinc o més. 464 habitatges disposaven pel capbaix d'una plaça de pàrquing. A 266 habitatges hi havia un automòbil i a 255 n'hi havia dos o més.

### Piràmide de població
La piràmide de població per edats i sexe el 2009 era:
| Homes | Edats   | Dones |
| ----- | ------- | ----- |
| 0     | 95 o +  | 0     |
| 4     | 90 a 94 | 0     |
| 0     | 85 a 89 | 8     |
| 8     | 80 a 84 | 4     |
| 28    | 75 a 79 | 32    |
| 4     | 70 a 74 | 20    |
| 32    | 65 a 69 | 36    |
| 32    | 60 a 64 | 16    |
| 16    | 55 a 59 | 36    |
| 48    | 50 a 54 | 52    |
| 56    | 45 a 49 | 36    |
| 60    | 40 a 44 | 56    |
| 64    | 35 a 39 | 48    |
| 36    | 30 a 34 | 52    |
| 32    | 25 a 29 | 32    |
| 56    | 20 a 24 | 48    |
| 52    | 15 a 19 | 40    |
| 52    | 10 a 14 | 44    |
| 40    | 5 a 9   | 32    |
| 32    | 0 a 4   | 28    |

## Economia
El 2007 la població en edat de treballar era de 897 persones, 721 eren actives i 176 eren inactives. De les 721 persones actives 703 estaven ocupades (388 homes i 315 dones) i 18 estaven aturades (5 homes i 13 dones). De les 176 persones inactives 59 estaven jubilades, 66 estaven estudiant i 51 estaven classificades com a «altres inactius».

### Ingressos
El 2009 a Gilley hi havia 584 unitats fiscals que integraven 1.446,5 persones, la mediana anual d'ingressos fiscals per persona era de 22.473 €.

### Activitats econòmiques
Dels 75 establiments que hi havia el 2007, 4 eren d'empreses alimentàries, 1 d'una empresa de fabricació de material elèctric, 7 d'empreses de fabricació d'altres productes industrials, 17 d'empreses de construcció, 14 d'empreses de comerç i reparació d'automòbils, 6 d'empreses de transport, 3 d'empreses d'hostatgeria i restauració, 1 d'una empresa d'informació i comunicació, 2 d'empreses financeres, 5 d'empreses immobiliàries, 3 d'empreses de serveis, 8 d'entitats de l'administració pública i 4 d'empreses classificades com a «altres activitats de serveis».
Dels 21 establiments de servei als particulars que hi havia el 2009, 1 era una oficina de correu, 1 una oficina bancària, 3 tallers de reparació d'automòbils i de material agrícola, 2 paletes, 2 guixaires pintors, 4 fusteries, 2 lampisteries, 3 electricistes, 2 perruqueries i 1 agència immobiliària.
Dels 7 establiments comercials que hi havia el 2009, 1 era un supermercat, 3 botiges de menys de 120 m², 1 una botiga de menys de 120 m² i 2 carnisseries.
L'any 2000 a Gilley hi havia 32 explotacions agrícoles que ocupaven un total de 1.166 hectàrees.

## Equipaments sanitaris i escolars
L'únic equipament sanitari que hi havia el 2009 era una farmàcia.
El 2009 hi havia una escola elemental.

## Poblacions més properes
El següent diagrama mostra les poblacions més properes.